# Méru
 Méru ist eine französische Stadt mit 14.091 Einwohnern (Stand 1. Januar 2022) im Département Oise in der Region Hauts-de-France. Sie gehört zum Arrondissement Beauvais und zum Kanton Méru.

## Geographie
Die Kleinstadt Méru liegt am Nordostrand der Landschaft Vexin français am Ru de Méru, einem Quellbach des Flusses Esches, der nach 20 Kilometern Lauf in die Oise mündet. An der Südwestgrenze von Méru verläuft die Autoroute A16 von Paris nach Dünkirchen; der Bahnhof Méru liegt an der Bahnstrecke von Épinay-Villetaneuse nach Le Tréport-Mers. Die Stadt Beauvais liegt 22 Kilometer nördlich, die Stadt Creil 23 Kilometer östlich und die Stadt Pontoise 21 Kilometer südlich von Méru.

## Geschichte
Im Jahr 1964 wurde die ehemalige nördliche Nachbargemeinde Lardières nach Méru eingemeindet.
| Jahr                       | 1962 | 1968 | 1975 | 1982   | 1990   | 1999   | 2011   | 2021   |
| -------------------------- | ---- | ---- | ---- | ------ | ------ | ------ | ------ | ------ |
| Einwohner                  | 5435 | 6497 | 8649 | 11.436 | 11.928 | 12.712 | 13.650 | 14.320 |
| Quellen: Cassini und INSEE |      |      |      |        |        |        |        |        |

## Städtepartnerschaften
Méru ist mit der Stadt Borken in Hessen (Deutschland) verschwistert. Für diese Partnerschaft haben beide Orte 1978 von der Deutsch-Französischen Kulturstiftung eine Urkunde für die beispielhafte Gestaltung der Partnerschaft erhalten. Im Jahr 1999 erhielten beide Orte das Europadiplom vom europäischen Parlament.
Eine weitere Partnerschaft besteht seit 2010 mit der Landgemeinde Izabelin am Nordwestrand von Warschau in Polen.

## Sehenswürdigkeiten
- Kirche Saint-Lucien, erbaut im 12. Jahrhundert
- Marienkirche im Ortsteil Lardières aus dem 13. Jahrhundert
- Conti-Turm (Rest des 1751 abgebrannten Schlosses)
- Musée de la Nacre et de la Tabletterie (Perlmutt- und Drechslereimuseum)
- zwei Wassertürme

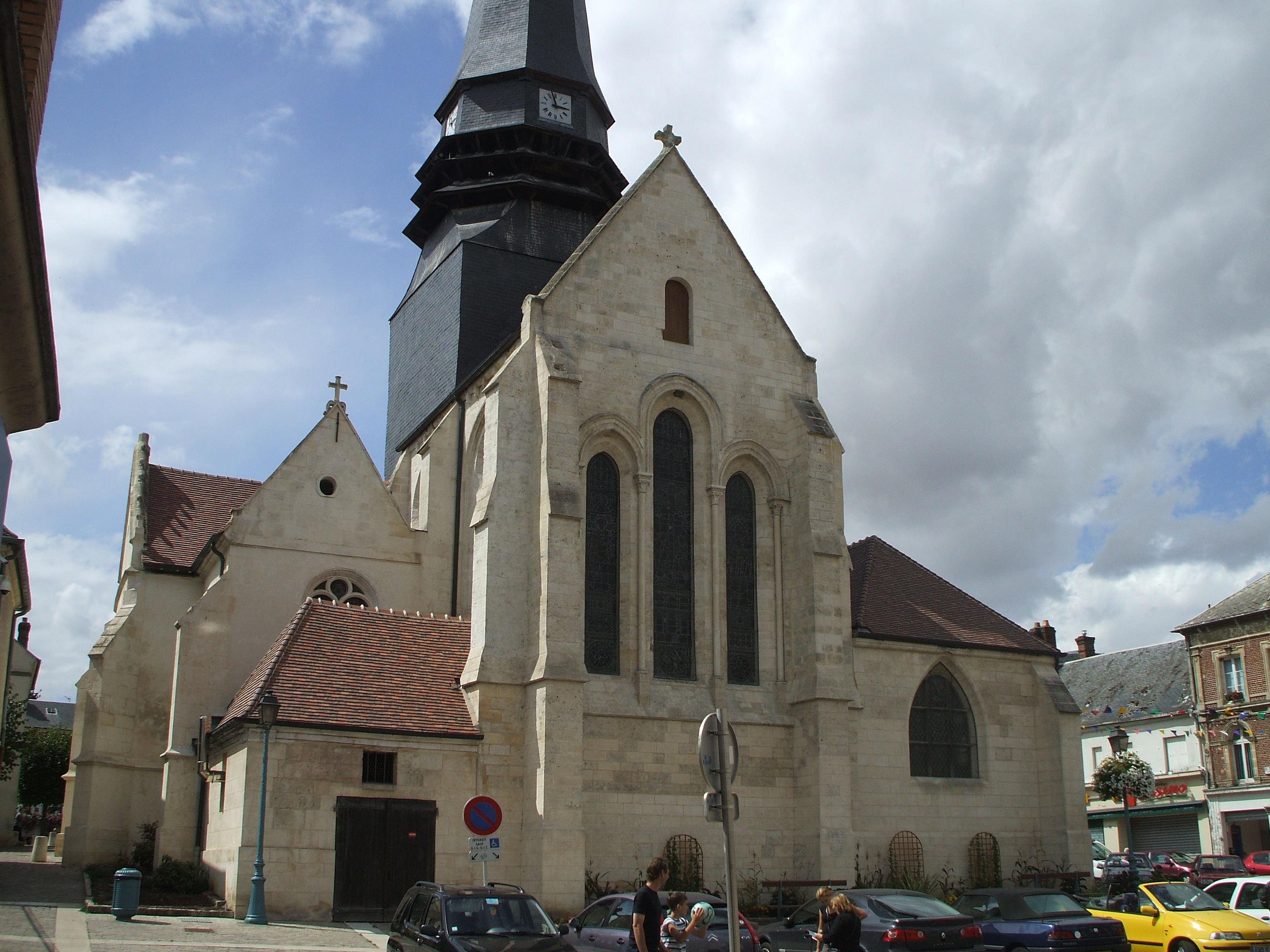
Kirche Saint-Lucien
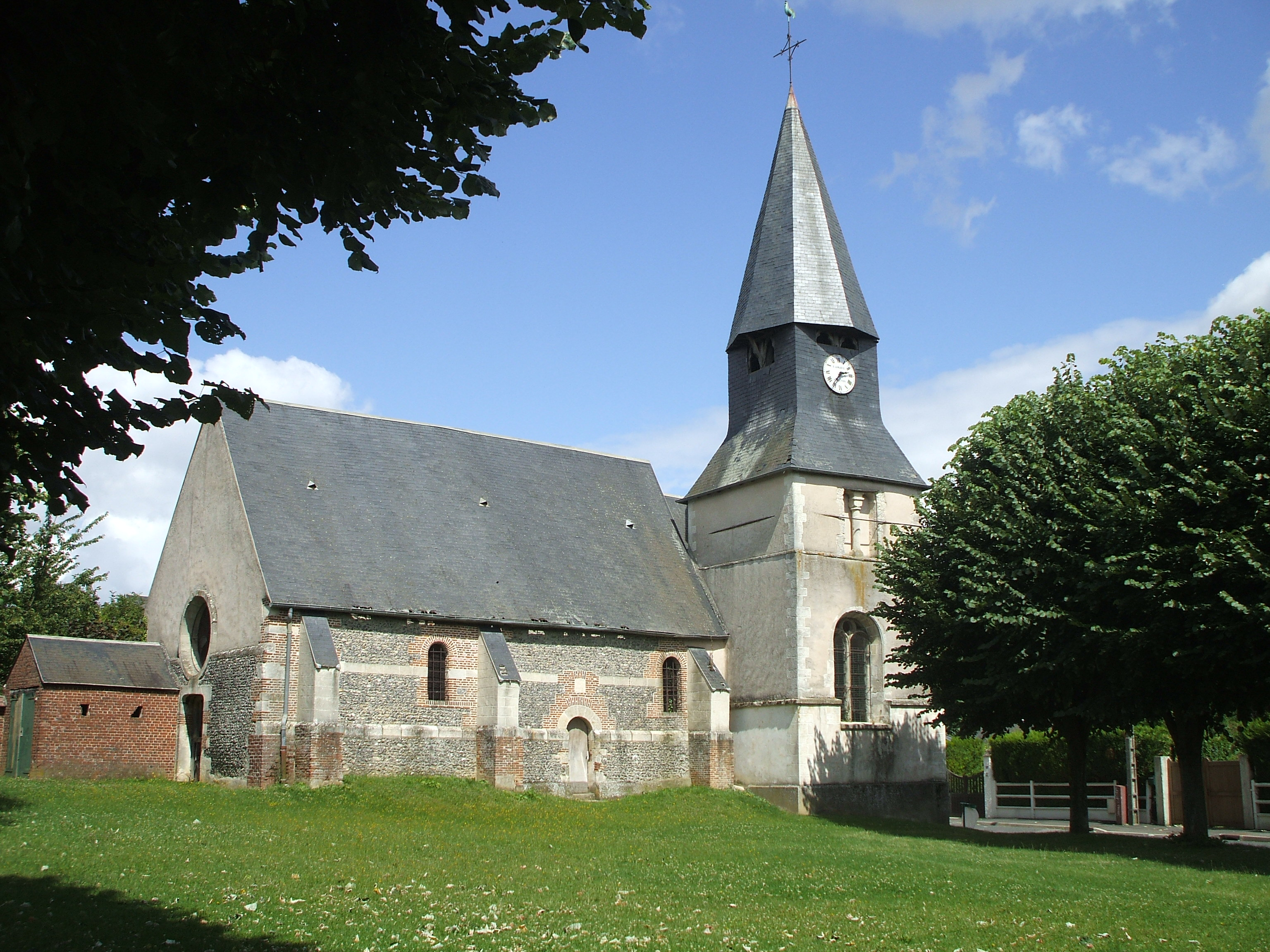
Marienkirche in Lardières
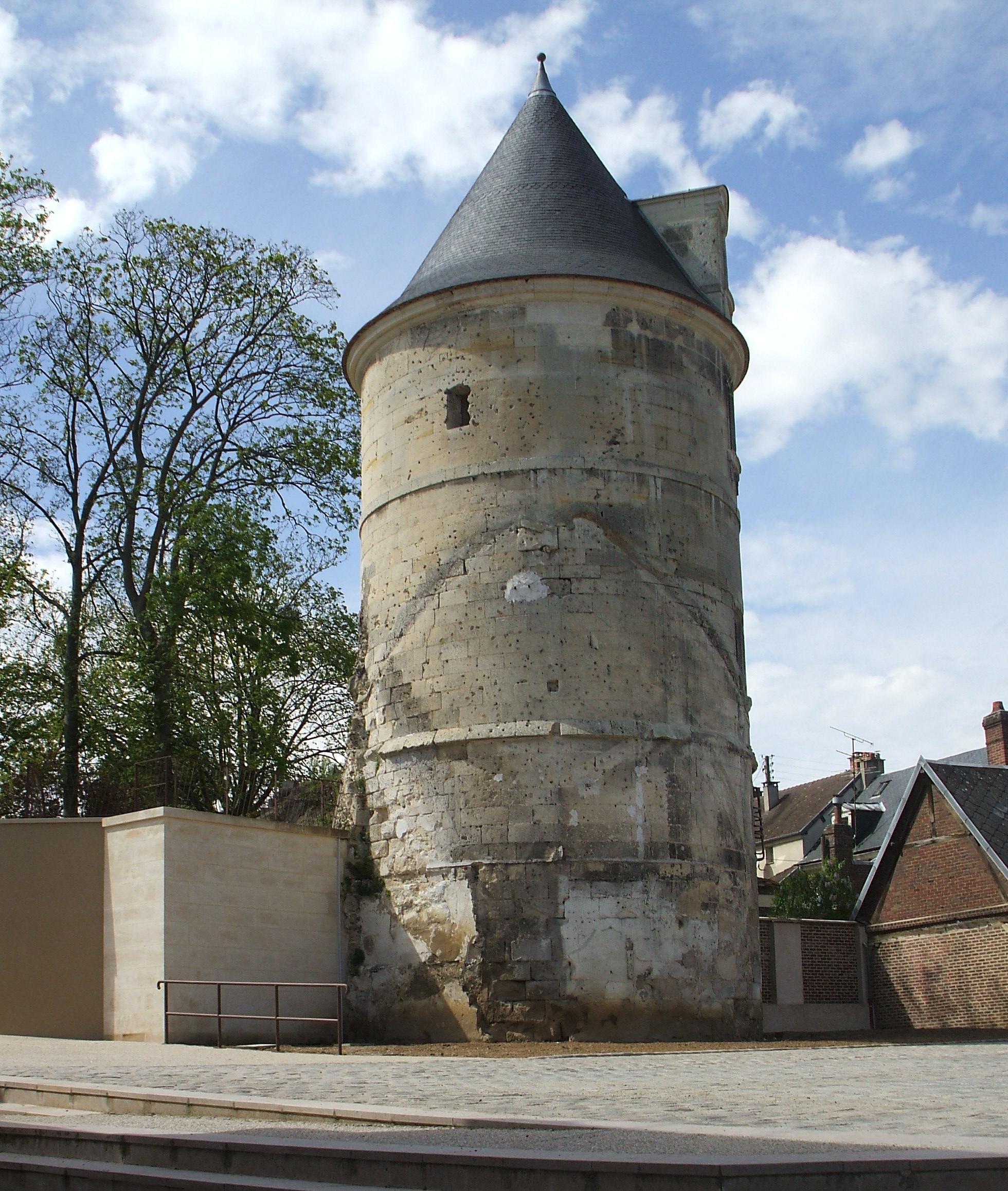
Conti-Turm
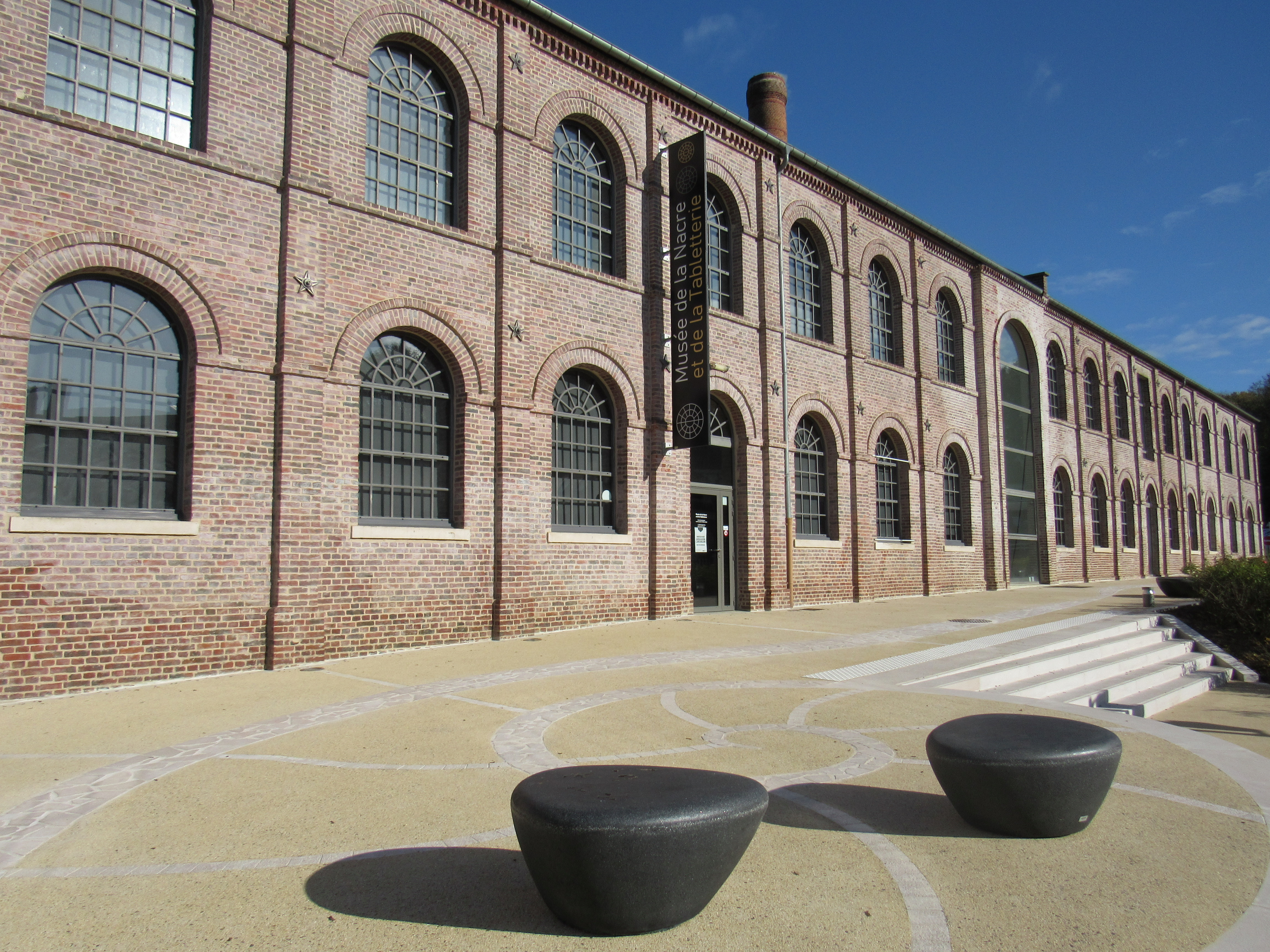
Perlmutt- und Drechslereimuseum
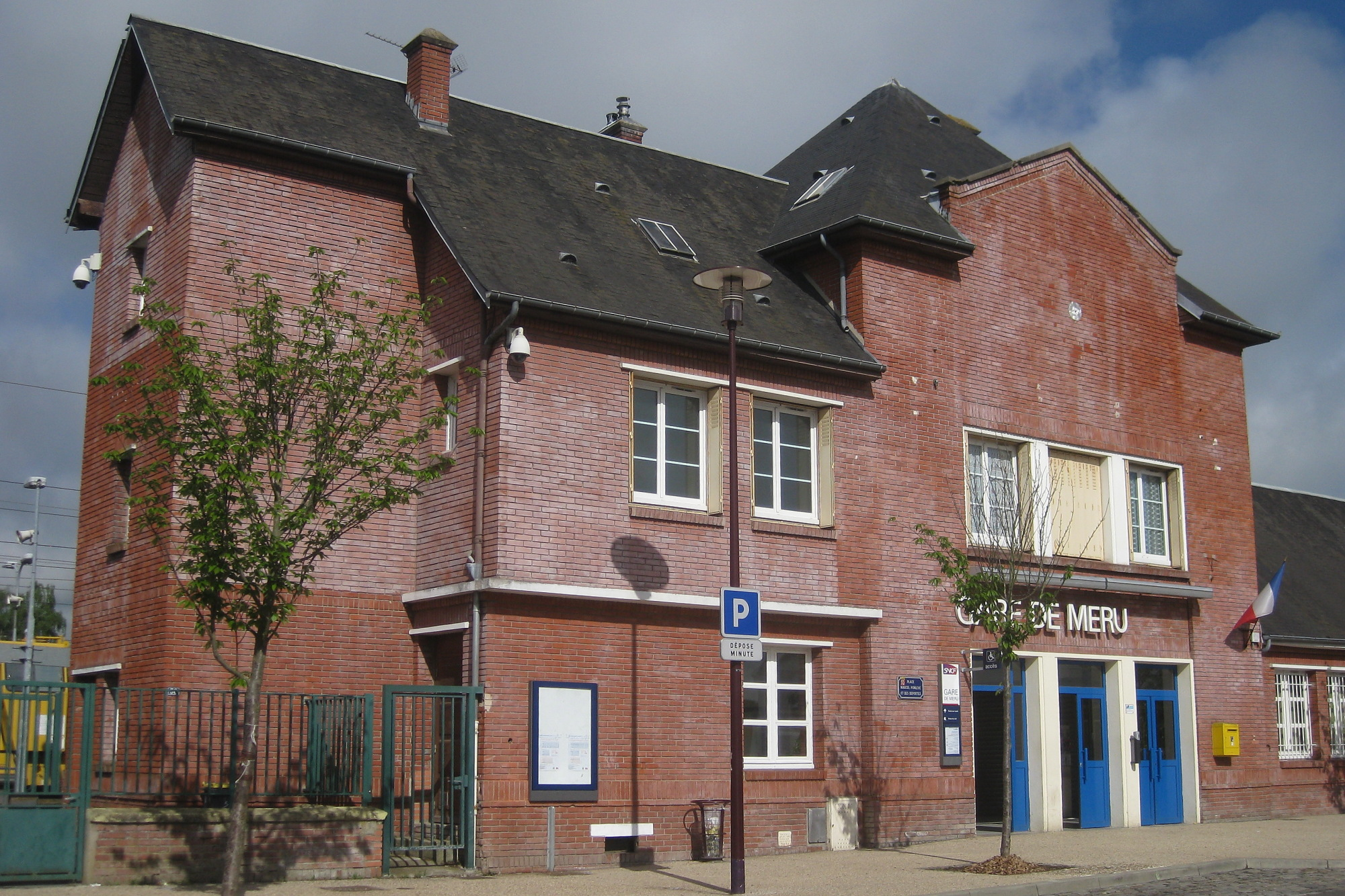
Bahnhof
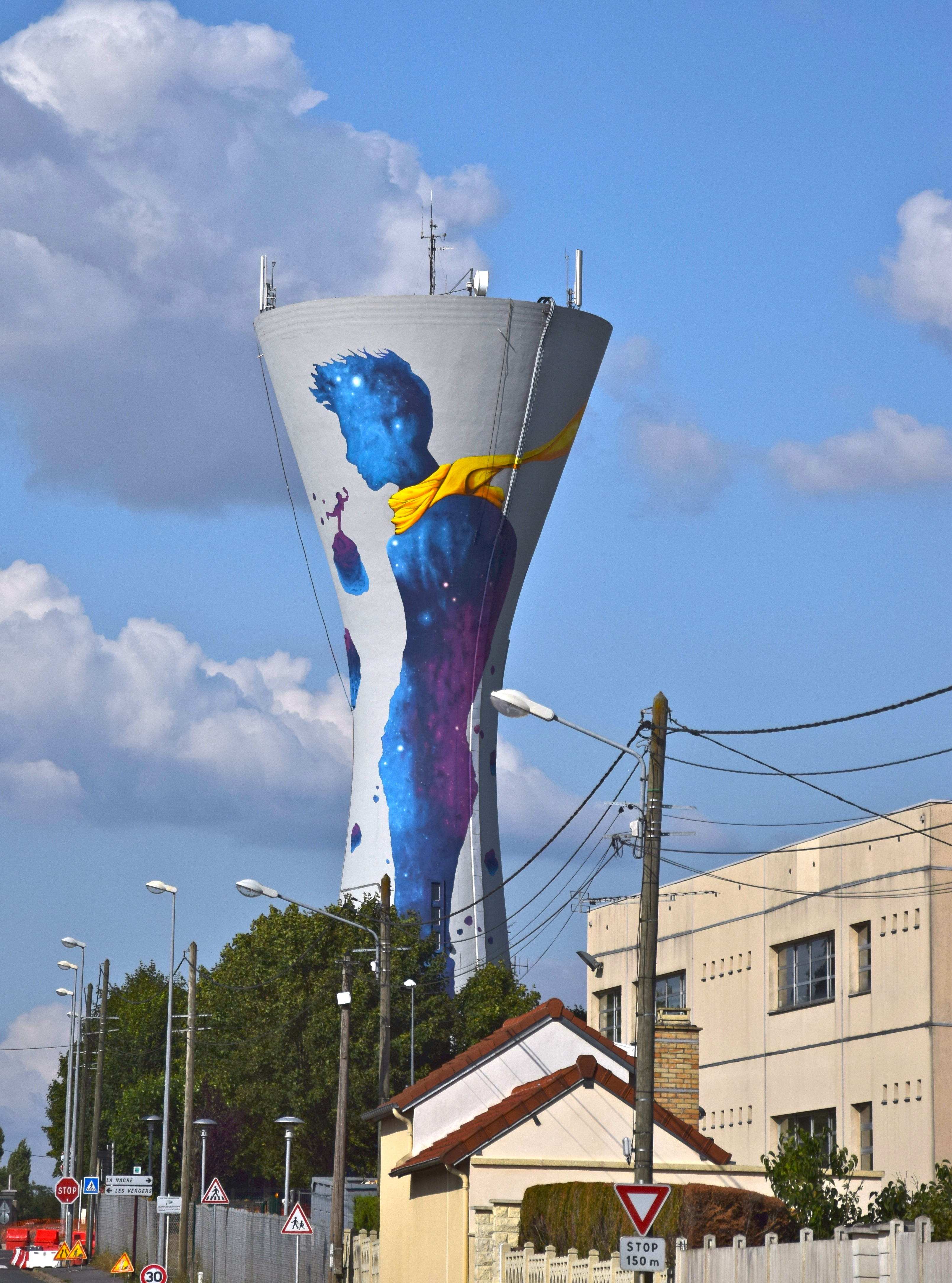
Einer der beiden Wassertürme
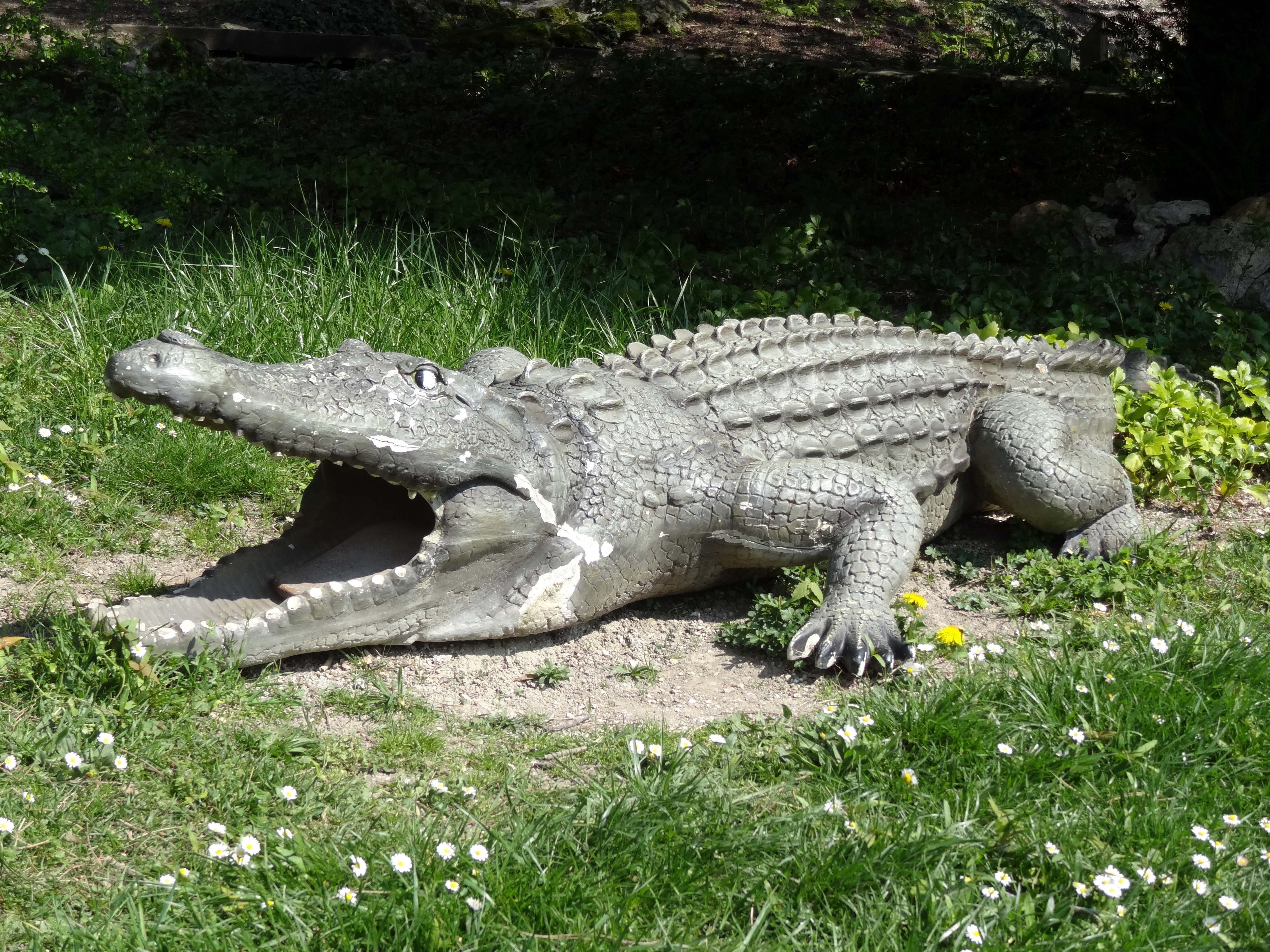
Skulptur im Stadtpark
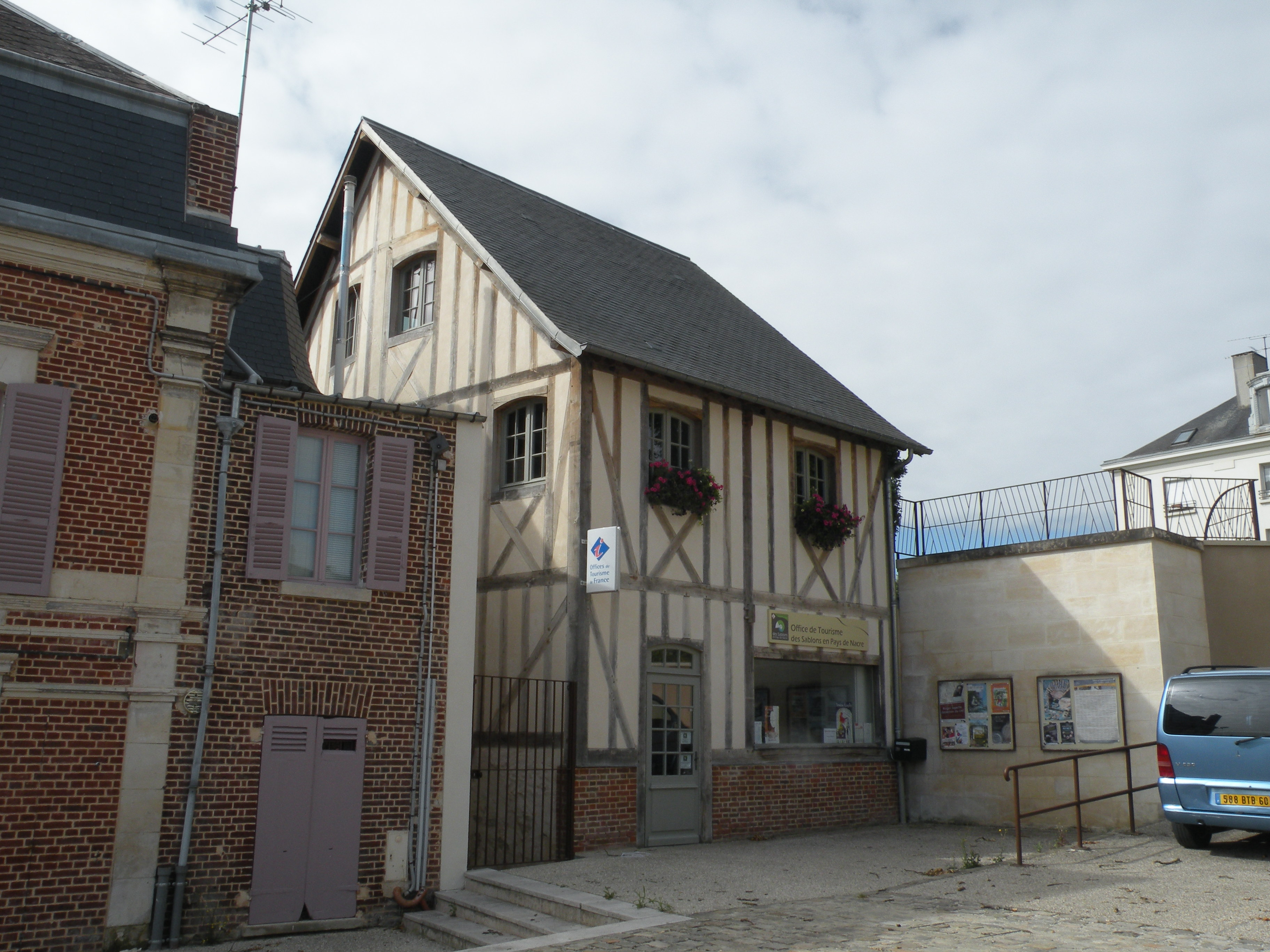
Tourismusbüro

## Persönlichkeiten
- Maurice Cappé (1887–1930), Autorennfahrer